# Clare Pooley
Clare Pooley est une blogueuse et romancière britannique née en 1970.

## Biographie
Clare Pooley est la fille de Peter Pooley, ancien directeur général de la Commission européenne. Elle fait ses études à la Roedean School  et au Newnham College, à Cambridge où elle a obtenu un diplôme en économie.
Elle a poursuivi une carrière dans la publicité chez J. Walter Thompson, jusqu'à la naissance de son troisième enfant.
En 2015, elle lance un blog, Mummy was a Secret Drinker, sur sa vie à la suite de sa résolution d'arrêter l'alcool. Elle blogue sous un pseudonyme jusqu'à l'annonce de son premier contrat de livre en septembre 2017.
Son premier livre paru en 2018, The Sober Diaries (J'ai recommencé à vivre ! : carnets d'une année de combat pour me libérer de l'alcool), est le récit de sa première année d'abstinence et de sa bataille victorieuse pour vaincre le cancer du sein.
Son premier roman publié en 2020, The Authenticity Project (Le fabuleux voyage du carnet des silences) est traduit dans de multiples langues. Ce roman feel-good obtient le prix Babelio 2021, dans la catégorie Littérature étrangère.

## Œuvre
- The Sober Diaries, 2018
  - J'ai recommencé à vivre ! : carnets d'une année de combat pour me libérer de l'alcool, trad. de Audrey Sorio, Éditions City, 2018
- The Authenticity Project, 2020
  - Le Fabuleux voyage du carnet des silences, trad. de Karine Reignier-Guerre, Fleuve éditions, 2021
- The people on platform 5, 2022
  - Les voyageurs du train de 8H05, Fleuve éditions, traduction Karine Reignier-Guerre et Anne-Marie Carrière, 2023